# Groupe Caravelle
Pour les articles homonymes, voir Caravelle.
Caravelle est une société d'investissement spécialisée dans la reprise et le redressement d'entreprises, dont les filiales opèrent dans les secteurs de la pharmacie (Cooper), de la carrosserie industrielle (Benalu, Bennes Marrel), du transport (MoryGlobal) et de l’hôtellerie (Belambra). Il détient également des participations minoritaires dans certaines sociétés cotées (Axway, Naturex) et non cotées (Lamberet).
Le groupe s’est construit historiquement autour de la reprise d’affaires en difficultés à des groupes comme Aventis, Cora, DHL, TPG, Westinghouse ou France Télécom, ou en redressement judiciaire.
Depuis 2007, les affaires en difficultés sont reprises par Arcole Industries, créée à cette date et dont Caravelle est l'actionnaire principal avec 29,9 % des parts.
Société par actions simplifiée de droit français basée à Paris et détenue par des capitaux familiaux français, Caravelle se présente comme groupe « qui investit sur ses fonds propres dans une optique de long terme ». Le groupe a réalisé en 2012 un chiffre d'affaires consolidé de 318 millions d’euros, et son effectif actuel est de 950 personnes.
Caravelle est dirigé depuis 2017 par Lorène Martel, fille de Pierre-André Martel et Hélène Martel-Massignac, dont la famille est classée 199e fortune française selon l'hebdomadaire Challenges.

## Historique
Caravelle est créé en 1995 par Pierre-André Martel (polytechnicien de la promotion 1972), ancien directeur général de Marceau Investissement, décédé accidentellement le 17 juillet 2011.
Au cours de son histoire, Caravelle a repris une quinzaine d'affaires en difficultés. Certaines ont été cédées, comme Diagram, spécialiste des progiciels pour les marchés de capitaux, ou XRT, éditeur de solutions informatiques pour la gestion de trésorerie, d’autres font toujours partie du groupe, comme Cooper ou Benalu, et d'autres ont déposé leur bilan, comme Ducros Express et Mory Team fusionnées dans Mory Ducros.
En 1998, la société reprend Edbro (UK) et Marrel-Decauville, spécialistes de l’hydraulique des véhicules industriels. Après avoir été redressées et détenues près de quinze ans par le groupe, ces deux sociétés seront cédées en 2012 et 2013 à deux groupes industriels européens,.
En 1999, la société achète au groupe Cora, Sonovision-Itep, un prestataire de services d’ingénierie documentaire pour les industries aéronautique et de défense, perdant près de 10 millions d'euros par an pour un chiffre d'affaires annuel de 40 millions. Après un redressement sous la gestion d'une équipe de Caravelle, l'entreprise est revendue en 2006 à l'équipe dirigeante.
En 2000, la société rachète Cooper, alors une filiale d'Aventis qui perd 22 millions d'euros par an. La société est aujourd'hui rentable et bénéficie d'une croissance régulière.
En 2004, Caravelle reprend les activités de Benalu et de Fruehauf France qui sont rapidement redressées. Fruehauf sera cédée en 2007. Benalu, leader européen de la benne aluminium, fait toujours partie du groupe Caravelle.
Entre 2004 et 2006, Caravelle entre au capital de Sopra GMT, actionnaire de référence de Sopra, groupe coté spécialisé dans le conseil informatique et l’intégration de systèmes et de progiciels. Caravelle renforcera encore significativement sa participation dans Sopra entre 2008 et 2009 et détiendra 17,30 % du capital de Sopra Group, ainsi que 12,70 % d’Axway, à l'issue de la scission de Sopra en juin 2011. Début 2013, Hélène Martel-Massignac, directeur général de Caravelle, démissionne de son poste d’administrateur de Sopra Group. Caravelle cède sa participation dans Sopra Group en octobre 2013.
En 2005, Caravelle se porte candidat, sans succès, à la reprise de la SNCM.
À partir de 2007, la société Arcole Industries est créée par différents actionnaires, dont Caravelle qui détient la principale participation, et prend la suite pour les reprises d’affaires en difficultés.
En 2009, dans le cadre de la reprise des activités du groupe Lamberet en redressement judiciaire, Caravelle prend une participation minoritaire dans la nouvelle société Lamberet SAS, aux côtés d’Arcole Industries qui réalise son premier investissement.
En 2010, Caravelle reprend l'activité messagerie routière de DHL Express France après une recapitalisation de 270 millions d'euros de son actionnaire Deutsche Post,. Elle baptise la société Ducros Express en référence à Ducros Services Rapides, nom de l'entreprise de messagerie d'origine.
Toujours en 2010, Arcole Industries reprend les activités du groupe Girard, qu'elle redresse au sein de la société Girard-Agediss.
En 2011 Arcole Industries reprend Mory Team, activité messagerie du transporteur Mory Group, qu'elle fusionne en 2012 avec Ducros Express sous le nom de Mory Ducros. Le dépôt de bilan de cette dernière, en novembre 2013, constitue la plus importante faillite survenue en France depuis 2001,.
Le 17 juillet 2011, le fondateur et PDG de Caravelle Pierre-André Martel meurt à l'âge de 57 ans dans l'accident de son avion avec sa fille Wanda âgée de 20 ans. Après une période de transition pendant laquelle André Lebrun assure la direction générale de Caravelle et Marc-Olivier Laurent la présidence du conseil d'administration, Hélène Martel-Massignac prend la direction générale du groupe en septembre 2012 et devient présidente-directrice générale en juillet 2013.
En décembre 2012, Caravelle prend une participation minoritaire de 15,35 % dans le capital de Naturex, groupe coté leader européen des ingrédients végétaux naturels pour l’industrie (nutrition, santé, cosmétique).
En 2014, le Groupe Caravelle rachète en LBO la majorité des parts de Belambra, alors détenues à 66%par la filiale de Groupama, Acto Capital. Caravelle engage des négociations exclusives avec la Caisse des Dépôts et des Consignations et les principaux actionnaires des clubs Vacanciel pour rapprocher les deux groupes.
En février 2015, MoryGlobal, la société créée par Arcole Industries pour la reprise partielle du transporteur Mory Ducros, demande son placement en redressement judiciaire. Cette nouvelle faillite intervient un an après la précédente reprise qui avait entraîné le licenciement de 2 800 personnes, et malgré l'obtention d'une aide publique de 17,5 millions d'euros versée par l’État. L'entreprise est liquidée le 30 avril suivant, entraînant le licenciement de 2 150 personnes. Le comité d'entreprise de MoryGlobal ainsi que les syndicats CFTC et FO déposent une plainte pour abus de biens sociaux à l'encontre d'Arcole et de ses dirigeants.
En 2017, le Groupe Caravelle abandonne la reprise de sociétés en difficulté et investit dans le tourisme et l'hôtellerie, plus particulièrement dans l’hôtellerie de luxe. Le fonds d’investissement devient l’unique actionnaire de Belambra en rachetant la totalité des parts de la Caisse des Dépôts et poursuit la stratégie de montée en gamme de l’opérateur.

## Organisation
Parmi ses filiales, on peut citer :
- Cooper, un des principaux laboratoires pharmaceutiques de produits d'auto-médication en France,
- Dans la mécanique pour véhicules industriels, Benalu.